# 천왕역
천왕역(天旺驛, Cheonwang station)은 서울특별시 구로구 오리로에 있는 서울 지하철 7호선의 전철역이다. 광명사거리역 서쪽에 천왕차량사업소 입출고선이 있으며, 천왕차량기지 입고 열차는 무정차 통과하고 있다. 목감천 하저터널로 광명사거리역과 연결된다. 이 역이 위치한 오리로는 천왕역환승센터 교차로에서는 직선이다가 온수역 방향으로 가면서 급곡선으로 바뀌는데 천왕역 승강장은 지도상에 그려진 것과 달리 이 구간에 승강장이 위치하기에 승강장이 상당한 곡선상에 위치해 있다.

## 역사
- 2000년 2월 29일 : 서울 지하철 7호선 온수역~신풍역 구간 개통과 함께 영업 개시
- 2011년 11월 20일 : 천왕역 광역 환승센터 준공
- 2016년 10월 20일 : 천왕이펜하우스 1단지아파트 방향으로 2번 출입구 신설 개통, 기존 2번→3번 변경, 3번→4번 변경. 이로 인해 출입구 수 4개 됨.

## 역 구조
승강장은 2면 2선 곡선 구조의 상대식으로, 스크린도어가 설치되어 있다.

### 승강장
| 광명사거리 ↑ |
| \| 상        |
| ↓ 온수       |

| 상행 | ● 서울 지하철 7호선 | 가산디지털단지 · 대림 · 강남구청 · 상봉 · 도봉산 · 장암 방면     |
| 하행 | ● 서울 지하철 7호선 | 온수 · 부천종합운동장 · 신중동 · 부천시청 · 부평구청 · 석남 방면 |

승강장 번호는 별도로 지정되어 있지 않다.

## 역 주변
천왕역 주변에 오류동역의 지선인 오류동선 선로가 보이며, 7호선의 차량기지인 천왕차량사업소가 인근에 위치하고 있다.
- 천왕동
- 서울시50플러스 남부캠퍼스(수영장)
- 오남중학교
- 오류2동
- 오류2파출소
- 서울오류남초등학교
- 덕일전자공업고등학교
- 연세사회복지관
- 천왕중학교
- 서울천왕초등학교
- 신용보증기금 천왕동인재개발센터
- 개웅산

## 이용객 변동
2000년 자료는 개통일인 2000년 2월 29일부터 12월 31일까지인 307일 기준으로 환산한 것이다.
| 노선  | 노선   | 일평균 인원수 (명/일) | 일평균 인원수 (명/일) | 일평균 인원수 (명/일) | 일평균 인원수 (명/일) | 일평균 인원수 (명/일) | 일평균 인원수 (명/일) | 일평균 인원수 (명/일) | 일평균 인원수 (명/일) | 일평균 인원수 (명/일) | 일평균 인원수 (명/일) | 각주  |
| 노선  | 노선   | 2000년                | 2001년                | 2002년                | 2003년                | 2004년                | 2005년                | 2006년                | 2007년                | 2008년                | 2009년                | 각주  |
| ----- | ------ | --------------------- | --------------------- | --------------------- | --------------------- | --------------------- | --------------------- | --------------------- | --------------------- | --------------------- | --------------------- | ----- |
| 7호선 | 승차   | 1,552                 | 2,181                 | 2,746                 | 3,130                 | 3,619                 | 3,807                 | 3,943                 | 3,796                 | 3,584                 | 3,543                 | [ 2 ] |
| 7호선 | 하차   | 1,490                 | 1,929                 | 2,414                 | 2,756                 | 3,212                 | 3,450                 | 3,516                 | 3,332                 | 3,093                 | 3,080                 | [ 2 ] |
| 7호선 | 승하차 | 3,042                 | 4,109                 | 5,160                 | 5,887                 | 6,831                 | 7,257                 | 7,459                 | 7,128                 | 6,677                 | 6,624                 | [ 2 ] |
| 노선  | 노선   | 2010년                | 2011년                | 2012년                | 2013년                | 2014년                | 2015년                | 2016년                | 2017년                |                       |                       | [ 2 ] |
| 7호선 | 승차   | 3,835                 | 4,393                 | 6,416                 | 6,821                 | 7,935                 | 8,132                 | 8,334                 | 8,531                 |                       |                       | [ 2 ] |
| 7호선 | 하차   | 3,412                 | 3,905                 | 5,697                 | 6,117                 | 7,137                 | 7,439                 | 7,658                 | 7,895                 |                       |                       | [ 2 ] |
| 7호선 | 승하차 | 7,247                 | 8,298                 | 12,113                | 12,938                | 15,072                | 15,571                | 15,992                | 16,426                |                       |                       | [ 2 ] |

## 인접한 역
| 서울 지하철 7호선        | 서울 지하철 7호선   | 서울 지하철 7호선  |
| ------------------------ | ------------------- | ------------------ |
| 748 광명사거리 장암 방면 | ● 서울 지하철 7호선 | 750 온수 석남 방면 |

## 갤러리

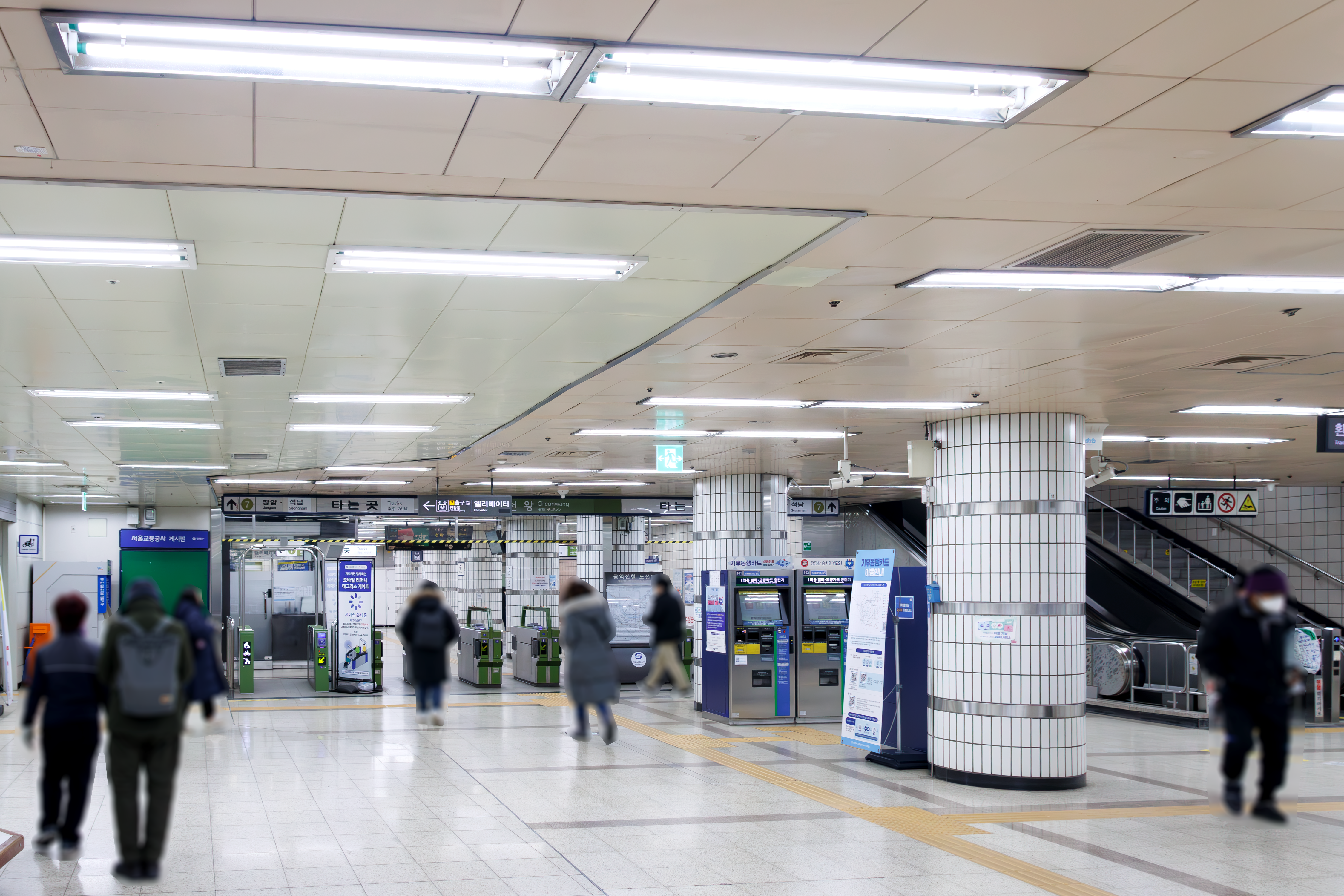
대합실
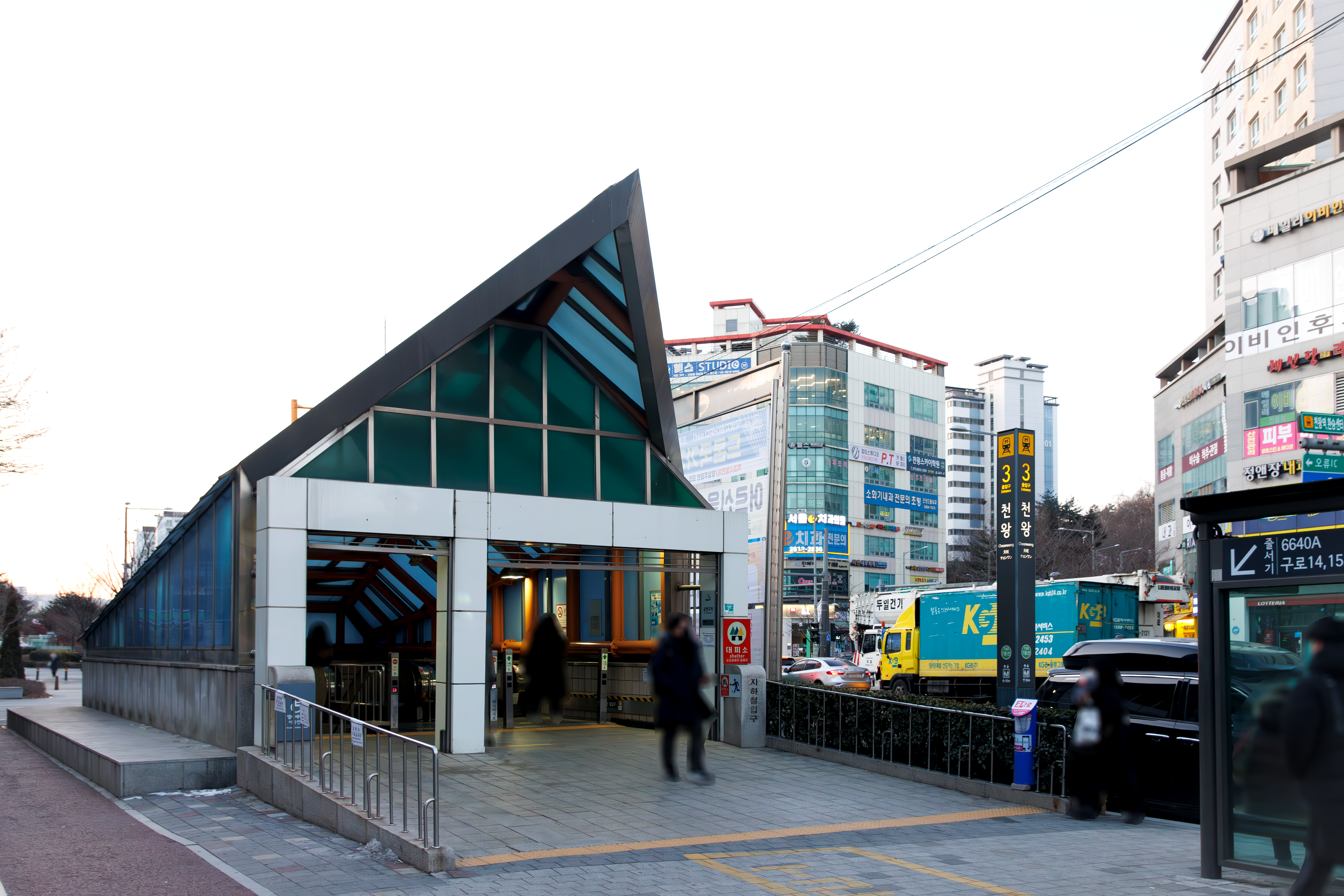
3번 출구